# Scea gigantea
Scea gigantea är en fjärilsart som beskrevs av Druce 1896. Scea gigantea ingår i släktet Scea och familjen tandspinnare. Inga underarter finns listade.